# 伊奥安尼斯·博洛西斯
扬尼斯·博洛西斯（希臘語：Γιάννης Μπουρούσης，1983年11月17日—），希臘籃球運動員。他現在效力於中國男子籃球職業聯賽球隊浙江廣廈猛獅籃球俱樂部。他也代表希臘國家籃球隊參賽，參加了2014年籃球世界杯的比賽。